# Jennifer Wexton
Jennifer Lynn Wexton, född Tosini 27 maj 1968 i Washington, D.C., är en amerikansk politiker (demokrat). Hon var ledamot av USA:s representanthus 2019–2025.
Wexton har kandidatexamen från University of Maryland, College Park och juristexamen från College of William & Mary.